# إريك براينت
اريك براينت (بالإنجليزية: Eric Bryant)‏ (18 نوفمبر 1921 ببرمنغهام في المملكة المتحدة - 1 يناير 1995) هو لاعب كرة قدم بريطاني (وحمل سابقاً جنسية المملكة المتحدة لبريطانيا العظمى وأيرلندا) في مركز الهجوم. لعب مع نادي بليموث أرجايل ونادي ليتون أورينت ويوفل تاون ونادي مانسفيلد تاون ونادي تشيلمسفورد.